# كارثة قطار سريلانكا 2004
كارثة قطار سريلانكا 2004 وقعت في 26 ديسمبر 2004 وهي تعتبر أكبر كارثة قطارات في التاريخ من حيث عدد القتلى حيث أسفرت الحادث عن مقتل أكثر من 1700 شخص نتيحة تدمير القطار من قبل موجات تسونامي ضربت سريلانكا بعد زلزال المحيط الهندي 2004.